# Marianne Hagemann

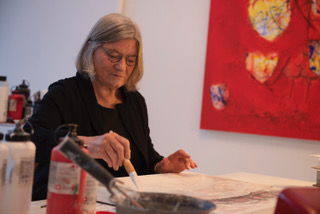
Marianne Hagemann im Atelier, 2017

Marianne Hagemann (* 17. Mai 1942 in Freiburg) ist eine deutsche Malerin und Zeichnerin.

## Leben und Werk
Marianne Hagemann unternahm erste Studien bei den Kunstmalern Otto Marquard und Richard Dilger. Sie studierte Betriebswirtschaftslehre und Kunstgeschichte an der Ludwig-Maximilians-Universität München und der Universität zu Köln. Es folgten Berufstätigkeit und die Gründung einer Familie mit zwei Kindern. 1995 bis 1996 folgte ein Gaststudium an der Hochschule für Bildende Künste Dresden bei Horst Hirsig. Seit 1993 lebt sie freischaffend in Allensbach.
Marianne Hagemann setzte sich zunächst mit der Figur auseinander, die sie abstrahiert in malerischem Bezug zum Raum darstellte. Im Laufe der Jahre fand sie zu einer Formensprache, in der wenige Bildzeichen wie Barke, Baum, Blüte, Nest oder Vogel für die menschliche Existenz stehen. Deren Unbegreiflichkeit sucht sie sich im künstlerischen Prozess anzunähern. Dabei steht die Zeichnung auch im malerischen Werk am Anfang des bildnerischen Prozesses, für die Künstlerin eine intime, unverzichtbare Methode, um den eigenen Bildgedanken auf die Spur zu kommen. Im weiteren Verlauf der Bildentwicklung beginnen Farbwahl, Malgestik und Farbmaterialität ihr Eigenleben zu entfalten, antworten auf die ersten Setzungen von Pinsel, Kreide, Stift und entfalten eine immer malerisch durchwirkte Bildräumlichkeit. Der Bildraum wird zum „geistigen Raum“, den Friedhelm Mennekes bereits im Zusammenhang mit den Figurenbildern beschrieben hat. Philosophie und Dichtung, wie etwa Gedichte von Hilde Domin oder Rainer Maria Rilke, bilden in diesem Zusammenhang eine bevorzugte Inspirationsquelle.
Marianne Hagemann sieht im künstlerischen Prozess eine „Suchbewegung“ und auch inhaltlich ein „Umkreisen“ existenzieller Grundfragen („wohin-woher“), und sie spricht davon, beim Malen eine „Balance von Verstehen & Nicht-Verstehen, ein Kommen und Gehen“ zu erleben. Hartwig Volbehr berichtet, Marianne Hagemann sei „von Kindheit an von allem Unfassbaren, Unerklärlichen und Geheimnisvollen fasziniert“, und diesem „näherzukommen und es zum Ausdruck zu bringen“ sei eine „Art Lebensmotto“ geworden und „präge ihr künstlerisches Schaffen.“
Seit 1999 entwickelt Marianne Hagemann auch Objekte (Plastiken in Bronze) oder Installationen, wie sie sich etwa in einem schwebenden Kreuz aus Transparentpapier an dem Deckengewölbe der Martin-Luther-Kirche Werne zeigen oder an transparenten Fahnen in ihren Ausstellungen.

## Zitat
„Diese Figuren von Marianne Hagemann stellen sich nicht dar oder gar vor. Sie finden sich ein. Sie ruhen in sich selbst. Was um sie herum existiert, scheint ihnen zu gehören. Es sind nur abstrakte Markierungen, die der Figur ihren Ort zuweisen. Die Reihen von Pfeilen, die in vielen Bildern wie Vögel ihre Bahn ziehen, sind Zeichen einer Raumdehnung in die Zeit. Sie bilden den geistigen Außenraum des figürlichen Innenraums.“

## Ausstellungen

### Einzelausstellungen
- 1994: „Marianne Hagemann“, Städtische Galerie Ehingen/Donau
- 1994: Hohes Haus, Konstanz
- 1996: art‘forum, Dresden
- 1996: „Kunst und Architektur“, Ausstellungsprojekt Geisingen
- 1998: „wohin-woher Bilder-Zeichen“ (mit Alexander Weinmann, Skulptur), Atelierausstellung, Allensbach
- 1998: „Marianne Hagemann: Malerei“, Galerie Budessin Bautzener Kunstverein e. V.
- 1999: Wohnwerk, Radolfzell
- 1999: „gedruckt-gemalt“ (mit Constanze Brahn, Grafik), Greuterhof, Islikon/Frauenfeld (CH)
- 1999: Gnadenkirche Allensbach
- 1999: Hohes Haus, Konstanz
- 2001: Galerie Joy, Zürich
- 2001: „Dialoge“ – Bilder und Text (Lichtbild), Berlin
- 2001: „Figuren im geistigen Raum“, Kairos New Art Gallery, München
- 2002: „Figuren im geistigen Raum“ Galerie Bagnato, Konstanz-Oberdorf
- 2003: „woher-wohin“, Städtische Galerie im Turm, Donaueschingen
- 2004: „Kunst in der St. Mauritius Therapieklinik: Kontraste“, St. Mauritius Therapieklinik, Düsseldorf
- 2005: „blumenform“, Galerie O, Schaffhausen
- 2006: „woher-wohin“, Städtisches Museum Engen + Galerie, Engen in Verbindung mit
- 2006: Gesellschaft für Kunst und Kultur Sigmaringen e. V.
- 2007: „Sehen-Nichtsehen“, Kunstverein Werne e. V.
- 2008: „Marianne Hagemann: Malerei und Installation“, forum der besonderen art, Konstanz
- 2009: „Zeichnerische Transparenz“, Kunsthalle Neuwerk, Konstanz
- 2009: „Offenes Atelier“, BodenSeeWest Tourismus e. V., Allensbach
- 2010: „Körper. plastisch. malerisch. zeichnerisch.“ Galerie O, Schaffhausen
- 2010: „plastisch. malerisch. zeichnerisch.“, Rathausgalerie Allensbach
- 2010: „Offenes Atelier“, Kulturamt Allensbach
- 2012: „Offenes Atelier“, BodenSeeWest Tourismus e. V., Allensbach
- 2013: „Linie“ (mit Clemencia Labin), Kunstverein Radolfzell e. V. in der Villa Bosch
- 2014: „Malerei und Skulptur“ (mit Ingrid Hartlieb, Skulptur), Kunsthalle Neuwerk, Konstanz
- 2015: „Ferne“, Galerie Bagnato, Konstanz-Oberdorf
- 2016: „Offenes Atelier“, Allensbacher Kulturwochenende
- 2017: „Neue Arbeiten“, Galerie Bagnato, Konstanz-Oberdorf
- 2019: „losgelöst“, Galerie Gunzoburg, IBC Überlingen
- 2020: „losgelöst“, Kunst- und Kulturkreis Steißlingen e. V. (pandemiebedingt entfallen)
- 2022	„sichtbar-machen“, Galerie Bagnato, Konstanz
- 2022	„unterwegs“, Kunst-und Kulturverein Steißlingen
- 2024     "werden", Galerie Kunstgrenze, Konstanz

### Ausstellungsbeteiligungen (Auswahl)
| - 1993: Kunstverein Konstanz - 1994: Kunstverein Radolfzell e. V. - 1994: Künstlergilde Donaueschingen - 1994: Kunstverein Konstanz - 1995: „Künstlerische Leseart Annette von Droste-Hülshoff“, Neues Schloss Meersburg - 1995: Winterausstellung des Internationalen Bodensee-Club e. V. in der Städtischen Galerie „Fauler Pelz“ Überlingen - 1995: „Quadrat“, Kunstverein Konstanz - 1996: Medea-Projekt Stadttheater Konstanz - 1996: Blumberger Kunstausstellung, Blumberg - 1996: „Kunst und Architektur“, Ausstellungsprojekt Geisingen - 1996: Sommerausstellung des Internationalen Bodensee-Club e. V., Städtische Galerie „Fauler Pelz“ Überlingen - 1996: „Das kleine Format“, Internationaler Bodensee-Club e. V., Moos - 1996: „hier und dort“, Landratsamt Böblingen - 1996: 29. Allensbacher Kunstausstellung, Allensbach - 1997: „Schrift-Bild-Zeichen“, Städtische Galerie „Fauler Pelz“ Überlingen - 1997: „Das kleine Format“, Kunstverein Radolfzell e. V. - 1997: „Bilder und Objekte aus den Ateliers am See“, Gemeinde Moos - 1997: 19. Blumberger Kunstausstellung, Blumberg - 1998: 30. Allensbacher Kunstausstellung, Allensbach - 1998: Kunstverein Radolfzell e. V. in der Villa Bosch - 1999: „Der Stuhl“, 700 Jahre Hohes Haus, Hohes Haus, Konstanz - 1999: „art-books“, Kairos New Art Gallery, München - 1999: Städtische Galerie Sindelfingen - 2000: „Malerei“, Kairos New Art Gallery, München - 2001: „Aus der Kunstsammlung der Stadt Donaueschingen“, Stadt Donaueschingen - 2001: Hochschulgalerie Ludwigsburg - 2002: 32. Allensbacher Kunstausstellung, Allensbach - 2002: Galerie Budessin Bautzener Kunstverein e. V. - 2002: Internationaler Bodensee-Club e. V., Kunstausstellung Salem - 2003: Internationaler Bodensee-Club e. V., Kunstausstellung Pfullendorf - 2007: Galerie Bagnato, Konstanz-Oberdorf - 2008: Galerie Bagnato, Konstanz-Oberdorf - 2009: „Ateliers am See“, Gemeinde Moos, - 2010: „Figur in Bewegung“, Internationaler Bodensee-Club e. V., Städtische Galerie „Fauler Pelz“ Überlingen - 2010: „Vielfalt“, Kunstverein Radolfzell e. V. - 2011: „2010“, Kunstverein Konstanz - 2011: „Fisch für Kunst“, Rathausgalerie Allensbach - 2012: 33. Blumberger Kunstausstellung, Blumberg - 2012: „Zeitzeichen“, Kunstverein Konstanz - 2013: „In Serie“, Kunstverein Konstanz - 2013: „gehört gesehen“, Kunstverein Radolfzell e. V. - 2014: „Begegnung“, Kunstverein Konstanz - 2014: „Offener Garten und Offenes Atelier“, Tourismus e. V., Allensbach - 2014: „o.T.“, Kunstverein Radolfzell e. V. - 2015: „Brücken“, Kunstverein Konstanz - 2015: „Zeitzeichen“, Kunstverein Radolfzell e. V. - 2016: „In Serie“, Kunstverein Konstanz - 2016: Kunstverein Radolfzell e. V. - 2017: „Aus den Ateliers am See“, Gemeinde Moos - 2017: „Monkey Muse“,Kunstgrenze Galerie Konstanz - 2018: „vierzig mal vierzig“, Internationaler Bodensee-Club e. V., Galerie Gunzoburg, Überlingen - 2018: „ColumbaXmas“,Kunstgrenze Galerie Konstanz - 2018: „Kunst im Atelier am Untersee“, Gemeinde Allensbach - 2019: „Neue Arbeiten“, Städtische Galerie „Fauler Pelz“ Überlingen - 2019: „Schnee von Gestern“, Kunstverein Konstanz - 2021: „Serie“, Kunstverein Konstanz - 2022: „Vergessene Orte“, Kunstverein Konstanz - 2023: Fauler Pelz, Überlingen - 2024: Fauler Pelz, Überlingen |

## Arbeiten in öffentlichen Sammlungen (Auswahl)
- Allensbach: Gemeinde Allensbach
- Donaueschingen: Stadt Donaueschingen
- Donaueschingen: Sparkasse Schwarzwald-Baar, Hauptstelle Donaueschingen
- Ehingen: Stadt Ehingen
- Freiburg: Regierungspräsidium Freiburg
- Konstanz: Kunststiftung Landkreis Bodensee
- Tübingen: Regierungspräsidium Tübingen
- Werne: Martin-Luther-Kirche (Installation „Kreuz“)

## Veröffentlichungen, Ausstellungskataloge
- Stadt Donaueschingen (Hg.): Aus der Kunstsammlung der Stadt Donaueschingen, 1995 (ISBN 3-00-007251-9)
- Internationaler Bodensee-Club e. V. (Hg.): Katalog, Konstanz 1995
- Gemeinde Allensbach (Hg.): Katalog zur 29. Allensbacher Kunstausstellung 1995
- Gemeinde Allensbach (Hg.): Katalog zur 30. Allensbacher Kunstausstellung 1998
- Galerie Budessin Bautzener Kunstverein e. V.(Hg.):Marianne Hagemann – Malerei. Katalog, Bautzen 1998.
- Kairos New Art Gallery (Hg.):Figuren im geistigen Raum, München 2001
- Städtische Galerie im Turm Donaueschingen (Hg.):woher-wohin, Katalog, Donaueschingen 2002.
- Internationaler Bodensee-Club e. V., Sektion Bildende Künste (Hg.): Katalog, Überlingen 2002.
- Gemeinde Allensbach (Hg.): Katalog zur 32. Allensbacher Kunstausstellung, Allensbach 2002.
- Städt. Museum Engen + Galerie und Kunstverein Sigmaringen (Hg.):woher-wohin, Engen und Sigmaringen 2006
- Gabi Mittag, #2-2011 edition artist (Hg.):Künstlerlexikon Bodensee 2011, Norderstedt 2011

## Künstlerbücher
- 1997 „wohin-woher“ (Auflage 30, hands.)
- 1999 „Annäherung I“, „Annäherung II“, „Annäherung III“ (Unikate)
- 2000 Kalender 2000 (Aufl. 100)
- 2001 „Dialoge mit der Malerei“ (Aufl. 50, handsign.)